# Sérgio Nascimento
Sérgio Miguel Camões do Nascimento, mais conhecido como Sérgio Nascimento (Luanda, 6 de janeiro de 1972) é um baterista, percussionista e produtor português.
Estudou no Hot Club de Portugal, e começou a tocar bateria profissionalmente no início dos anos 90. Fez parte dos grupos Peste & Sida e Despe & Siga (1993) durante sete anos e três discos. 
Em 2004 foi co-fundador do projecto musical Humanos, criado para interpretar temas do cantor António Variações, e constituído igualmente por Camané, David Fonseca, Manuela Azevedo e Hélder Gonçalves (dos Clã), Nuno Rafael e João Cardoso (dos Bunnyranch). O seu CD de estreia Humanos foi um grande êxito, tendo sido disco de platina.
Mais tarde teve a oportunidade de tocar e gravar com bandas e projectos musicais como Sérgio Godinho, David Fonseca, Humanos, Mafalda Veiga, Dead Combo, Coldfinger, Ithaka, Rita Redshoes, Márcia, Samuel Úria, Gomo, Margarida Pinto, They’re Heading West, Deolinda, Lena d'Água, Frankie Chavez, 08/80, Francisca Cortesão e Virgem Suta, entre outros.

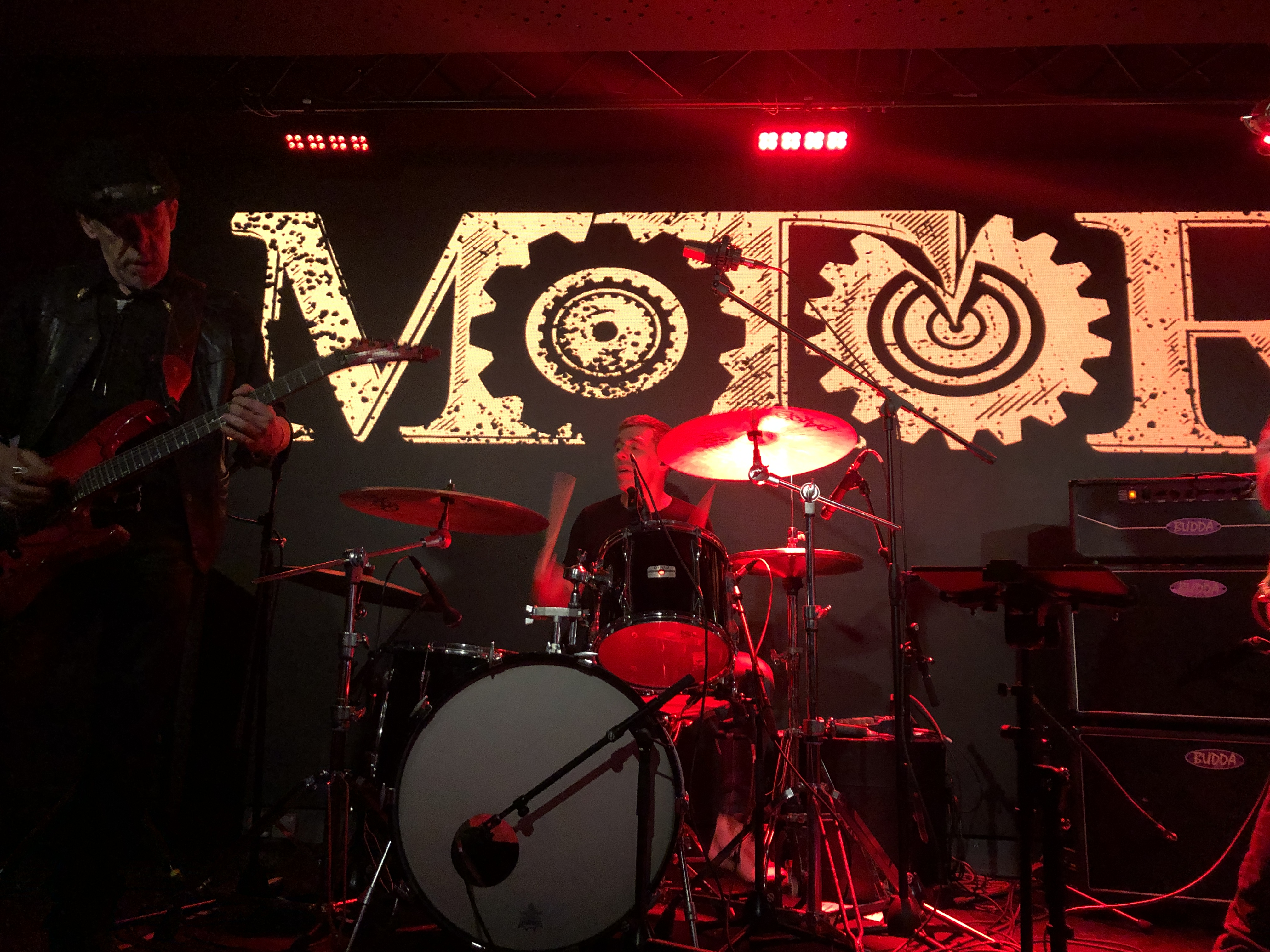
Sérgio Nascimento na estreia da banda Motor, no Tokyo Lisboa

Em 2019, coproduz e é responsável pelos arranjos do disco Desalmadamente, de Lena d'Água. 
Em 2023, assume a bateria da nova banda rock Motor, juntamente com Budda Guedes (voz e guitarra), João Cabeleira dos Xutos & Pontapés (guitarra) e Donovan Bettencourt (baixo). A estreia dos Motor e lançamento do primeiro disco homónimo foi a 18 de março, no Tokyo Lisboa. 